# Inger

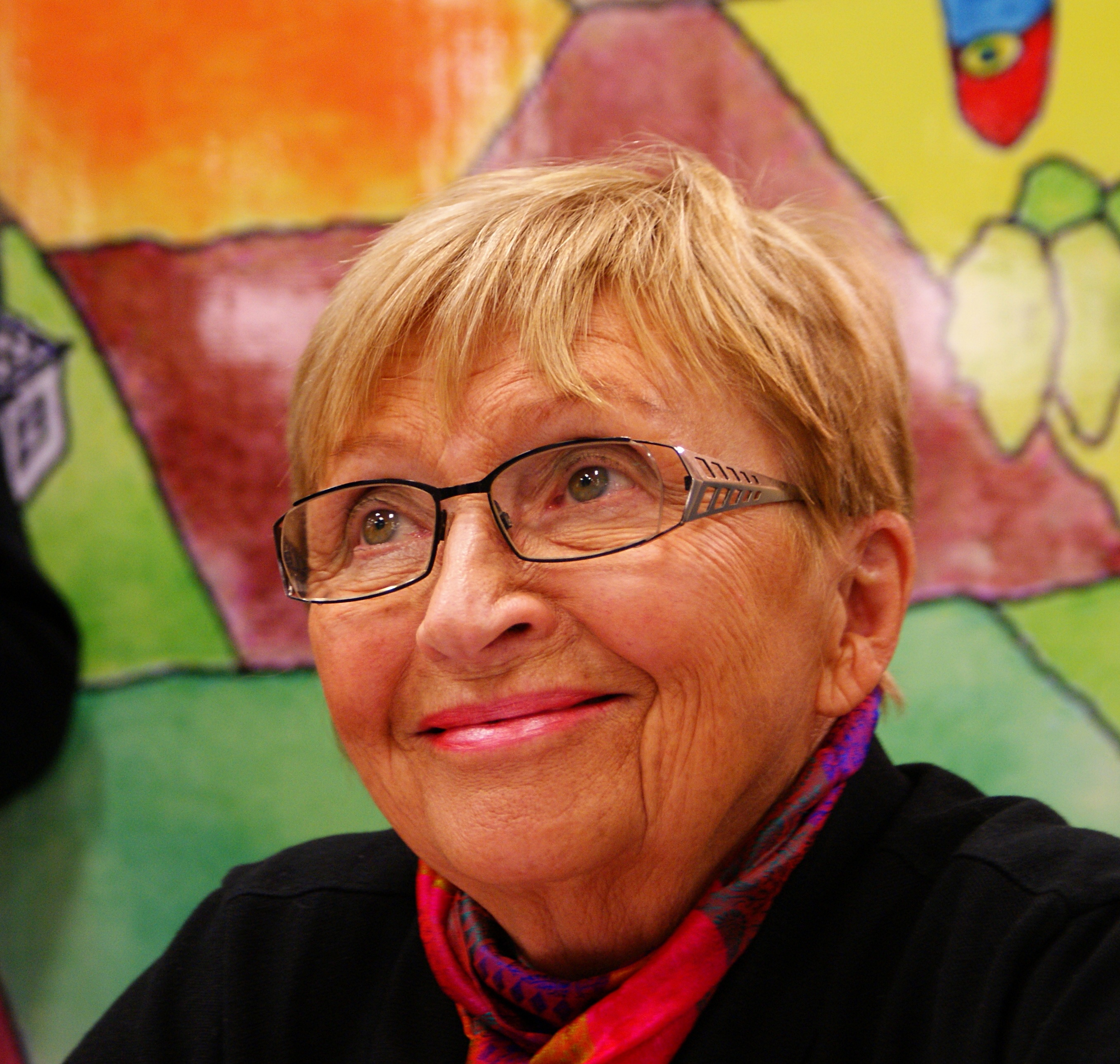
Inger Sandberg

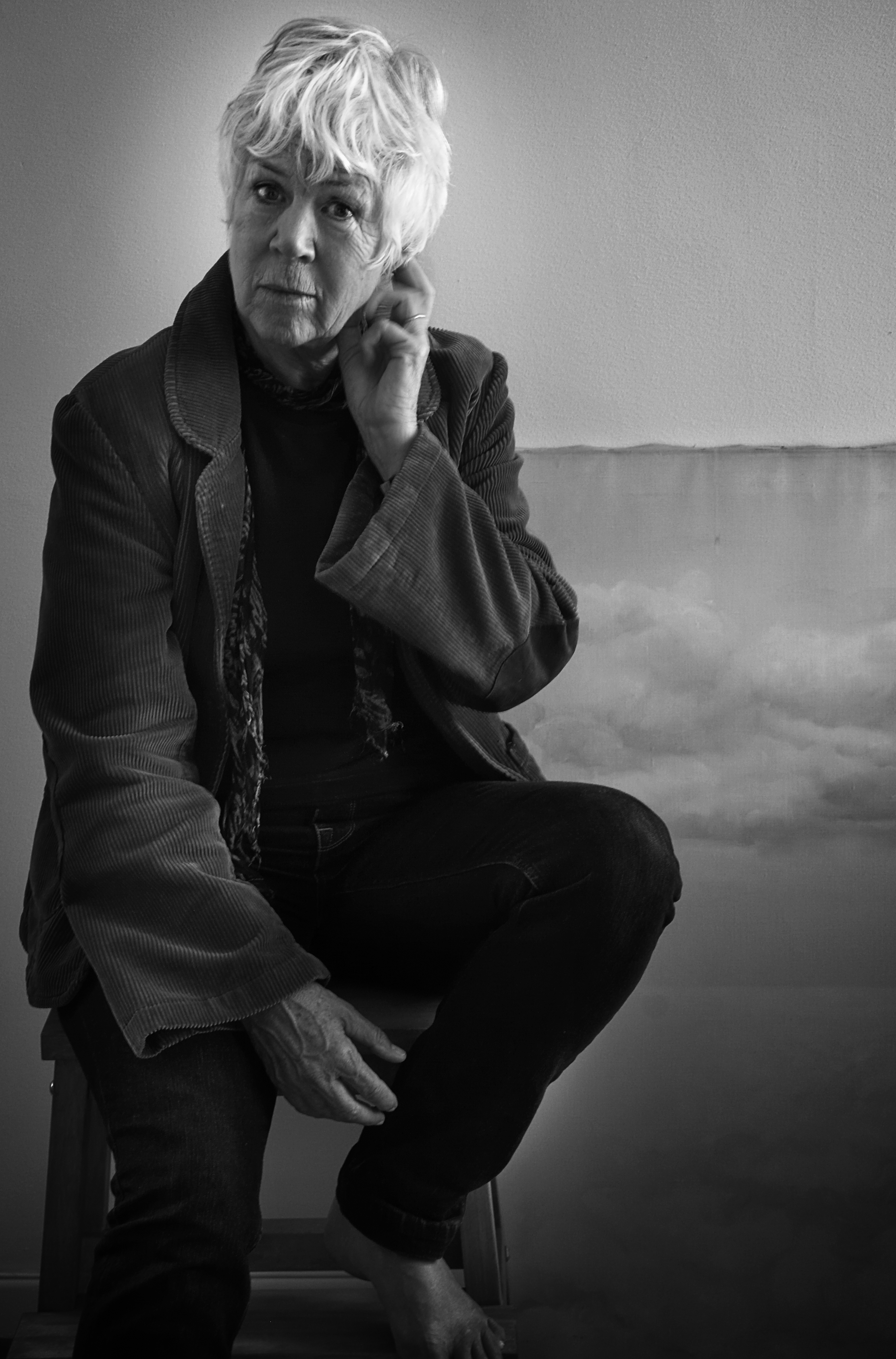
Inger Alfvén

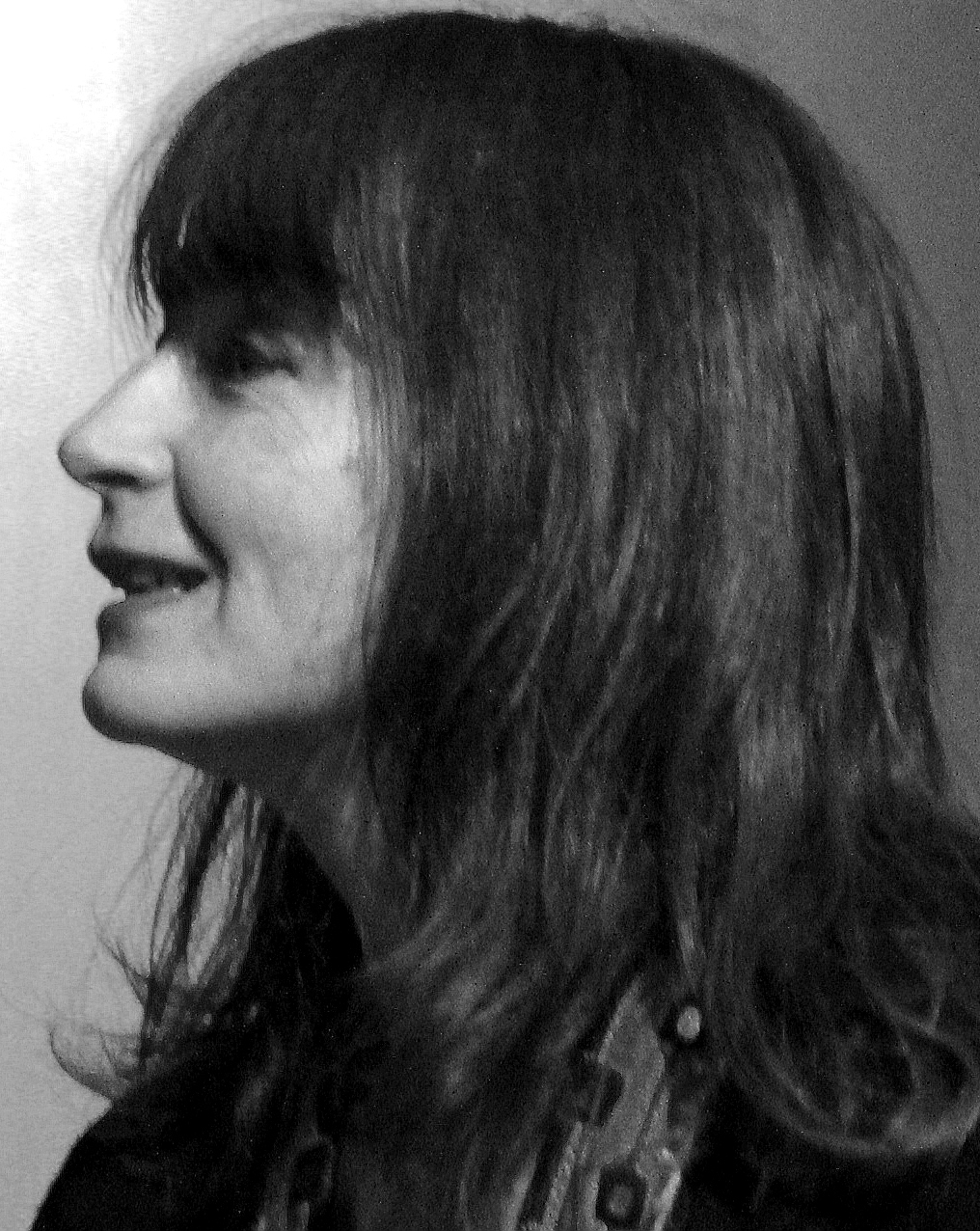
Inger Edelfeldt

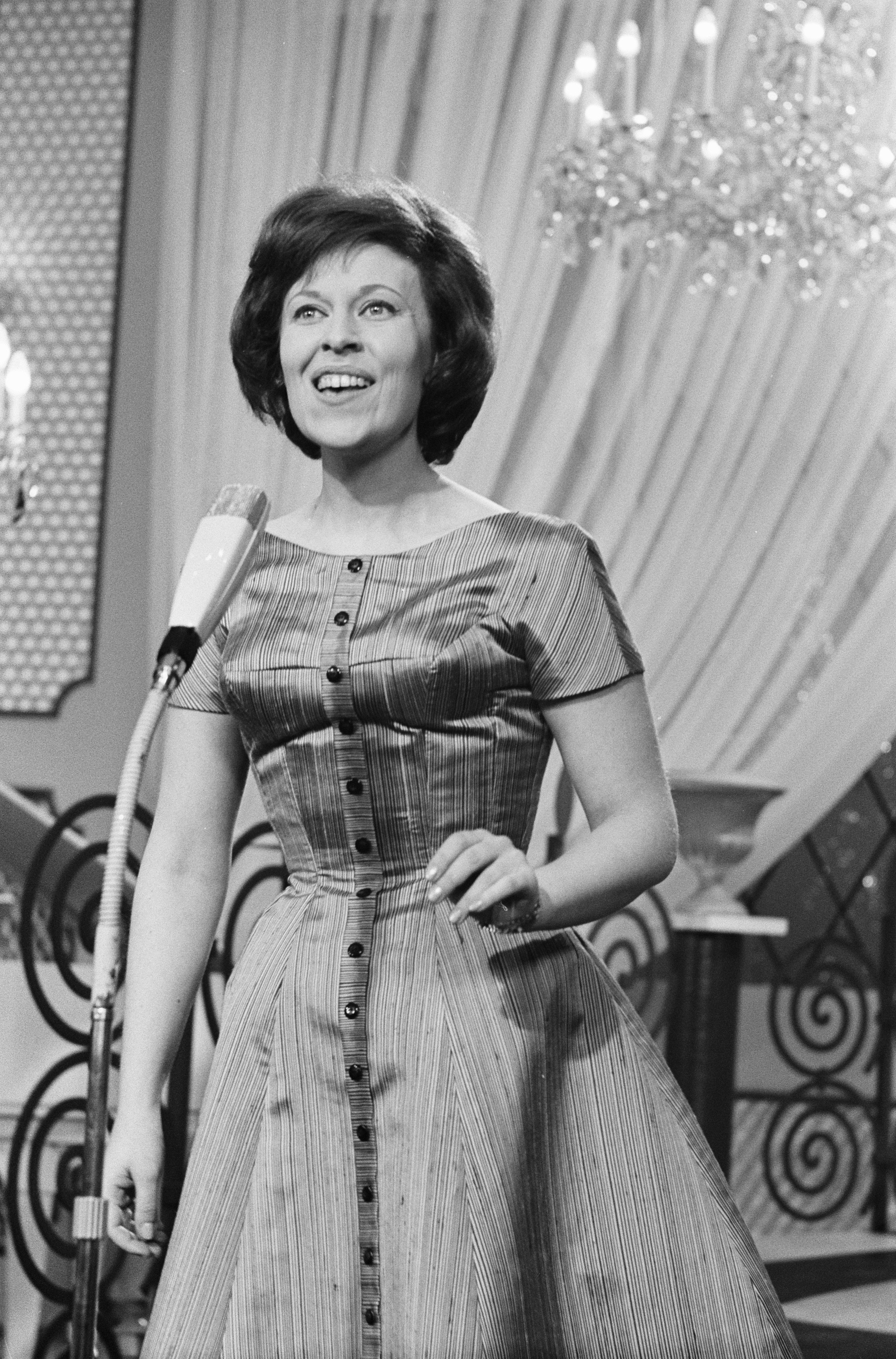
Inger Berggren

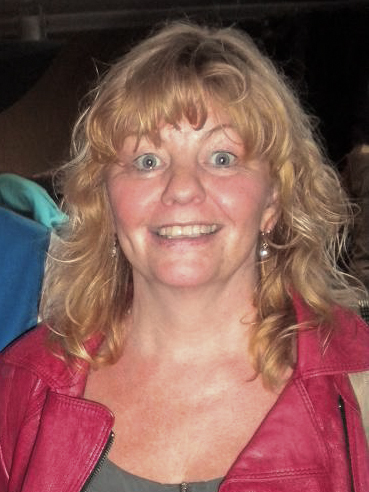
Inger Nilsson

Inger är ett kvinnonamn med nordiskt ursprung. Det förekommer dock också som mansnamn och efternamn. Det är en svensk form av det fornnordiska namnet Ingegerd som är sammansatt av gudanamnet Ing och gerd (gård, omgärdad, skyddad). Det äldsta belägget i Sverige är från år 1561.
Den 31 december 2014 fanns det totalt 73 589 kvinnor folkbokförda i Sverige med namnet Inger, varav 38 757 bar det som tilltalsnamn.
Namnsdag i Sverige: 9 oktober (sedan 1986). I den finlandssvenska namnsdagslängden har Inger namnsdag 5 oktober sedan starten 1929, då en egen namnsdagskalender togs i bruk för finlandssvenskar.

## Personer med namnet Inger
- Inger-Mari Aikio-Arianaick, finsk poet, jounalist och dokumentärfilmare
- Inger Alfvén, svensk författare
- Inger Arenander, svensk journalist
- Inger Aufles, norsk längdskidåkare
- Inger Berggren, svensk sångerska
- Inger Björkbom, svensk skidskytt
- Inger Brattström, svensk författare
- Inger Christensen, dansk författare
- Inger Davidson, svensk politiker (kd)
- Inger Edelfeldt, svensk författare och illustratör
- Inger Frimansson, svensk författare och journalist
- Inger Gamburg, dansk politiker och förintelseöverlevare
- Inger Margrethe Gaarder, norsk författare
- Inger Gautier Schmit, dansk politiker
- Inger Hagerup, norsk författare
- Inger Hammar, svensk historiker
- Inger Elisabeth Hansen, norsk författare
- Inger Hayman, svensk skådespelare
- Inger Hestvik, svensk politiker (s)
- Inger Jacobsen, norsk sångerska och skådespelare
- Inger Jarl Beck, svensk politiker (s)
- Inger Jalakas, svensk författare och journalist
- Inger Juel, svensk skådespelare och sångerska
- Inger Knutsson, svensk friidrottare
- Inger Koch, svensk politiker (m)
- Inger Liliequist, f.d. riksantikvarie
- Inger Lindahl, svensk barnboksförfattare
- Inger Lindquist, svensk politiker (m)
- Inger Lundberg, svensk politiker (s)
- Inger Miller, amerikansk friidrottare
- Inger Nilsson, svensk skådespelare
- Inger Nilsson, svensk friidrottare
- Inger Merete Nordentoft, dansk pedagog och politiker
- Inger Nordlander, svensk politiker (s)
- Inger Helene Nybråten, norsk längdskidåkare
- Inger Ohlsson, svensk fackföreningskvinna och ämbetsman
- Inger Pehrsson, svensk scenograf och kostymör
- Inger Pettersson, svensk friidrottare
- Inger René, svensk politiker (m)
- Inger Rydén, svensk konstnär, författare och illustratör
- Inger Sandberg, svensk barnboksförfattare
- Inger Schörling, svensk politiker (mp)
- Inger Segelström, svensk politiker (s)
- Inger Sitter, norsk konstnär
- Inger Skote, svensk barnboksförfattare
- Inger Stevens, svensk-amerikansk skådespelare
- Inger Stilling Pedersen, dansk politiker
- Inger Strömbom, svensk politiker (kd)
- Inger Støjberg, dansk politiker
- Inger Taube, svensk fotomodell och skådespelare
- Inger Wahlöö, svensk journalist och författare
- Inger Wikström, svensk pianist
- Inger Åby, svensk regissör, manusförfattare och TV-producent
- Inger Öst, svensk sångerska
- Nan Inger Östman, svensk författare